# NGC 6854
NGC 6854 ist eine elliptische Galaxie vom Hubble-Typ E/SB0 im Sternbild Teleskop am Südsternhimmel. Sie ist schätzungsweise 253 Millionen Lichtjahre von der Milchstraße entfernt und hat einen Durchmesser von etwa 150.000 Lichtjahren.
Im selben Himmelsareal befinden sich u. a. die Galaxien NGC 6850, IC 4933, IC 4941, IC 4944.
Das Objekt wurde am 9. Juli 1834 von John Herschel entdeckt.